# The Almost
The Almost es una banda cristiana de rock alternativo formada en Clearwater, Florida. Es famosa por ser el proyecto a solas del ex baterista/cantante de Underoath, Aaron Gillespie. Aaron hizo la cubierta de la revista "Awaken Magazine" y habla mucho sobre esta banda, diciendo que es su proyecto lateral.

## Historia
The Almost se formó por Aaron Gillespie (el que en ese entonces era vocalista y baterista de la banda de metalcore Underoath) el 1 de octubre de 2005. Después de grabar unos demos Aaron como solista, The Almost Demos, el año 2005, Aaron lanza Southern Weather, el 3 de abril del 2007, fue grabado entre febrero y marzo del 2006. Aaron grabó cada uno de los instrumentos en el disco (excepto el bajo en algunas ocasiones, estas fueron grabadas por Kenny Vasoli). Después de esto la banda se forma.
La banda inició el tour llamado "It's All Happening" que comenzó el 17 de diciembre hasta el 20 de enero del 2007 y fue ayudado por Jay Vilardi (guitarra), Nick D’Amico (guitarra), Alex Aponte (bajo) y Kenny Bozich (batería). Aaron canta en la banda y a veces suele tocar la guitarra en vivo.
El 25 de noviembre de 2008 la banda lanza el EP. No Gift to Bring. El 6 de octubre de 2008 se lanzó el segundo EP, Monster.
El 3 de noviembre de 2009 la banda dio a luz su segundo álbum, Monster Monster, Aaron grabó las voces, las guitarras, los teclados, la batería, las percusiones y el banjo en este disco.
En febrero de 2010 tocaron en el Australian Soundwave Festival, junto a reconocidas bandas como Faith No More, Jimmy Eat World, Paramore, A Day to Remember, Escape The Fate, Alesana entre otras bandas de metalcore, post hardcore y rock alternativo.
El 10 de junio de 2012, la banda terminó de grabar su álbum Fear Inside Our Bones para ser lanzado a fin de año, su título había sido anunciado en una entrevista el 1 de junio.

## Miembros
| Miembros actuales - Aaron Gillespie — voces, guitarra, banjo, teclados, piano, programación, pandero, batería, percusión, bajo (desde 2005) - Dusty Redmon — guitarra, coros (desde 2007) - Jay Vilardi — guitarra, coros (desde 2007) - Jon Thompson — bajo (desde 2010) - Joe Musten — batería, percusión (desde 2008) | Miembros anteriores - Kenny Bozich — batería, percusión (2007-2008) - Nick D'Amico — guitarra (2007) - Alex Aponte — bajo (2007-2010) |

## Discografía
- Southern Weather (2007)
- Monster Monster (2009)
- Fear Inside Our Bones (2012)